# Reinhard von Eppingen (1702-1768)
 Der er flere personer med dette navn, se Reinhard von Eppingen (1749-1821).
Reinhard von Eppingen (født 1702, død 1. august 1768 i Frederikshald) var en dansk officer.
Han var en søn af oberst og chef for Vestsjællandske nationale Regiment Fabian von Eppingen (død 29. juli 1703) og dennes 2. hustru, Mette Ovesdatter Ramel (død 1714). Han var en af de første elever i det 1713 oprettede Landkadetkompagni og afgik herfra 1723 som korporal. Samme år udnævntes han til premierløjtnant i Sydsjællandske nationale Regiment, blev 1726 kaptajn i Fynske gevorbne Infanteriregiment, 1737 major, 1738 oberstløjtnant i Fynske nationale Regiment, 1749 oberst, 1755 chef for 2. trondhjemske Infanteriregiment, 1760 generalmajor. 1764 blev der pådraget ham en ubehagelig sag, idet en af hans undergivne, kaptajn Angell, førte klage over hans embedsførelse og navnlig beskyldte ham for at tage imod bestikkelse efter en udstrakt målestok. Ved generalkrigsretsdom det følgende år frikendtes vel Eppingen ganske for disse grove beskyldninger, men den opsigt, sagen vakte, i forbindelse med den omstændighed, at han også lå i strid med de lokale civilmyndigheder, gjorde dog måske hans stilling i Trondhjem uholdbar og foranledigede, at han allerede, forinden frifindelsen kom, ansøgte om og opnåede forflyttelse til Frederikssten som kommandant. 1766 udnævntes han til Hvid Ridder.
Han var gift med Anna Holck født Steensen (1715 – 25. maj 1785), datter af oberstløjtnant Hans Gotfred Steensen til Steensgård og Egeløkke (1689-1757) og Anna Sophie Kaas (1686-1757). Han døde i Frederikshald 1. august 1768.